# Rocky Mountain Rangers
Rocky Mountain Rangers è un film del 1940 diretto da George Sherman.
È un film western statunitense con Robert Livingston, Raymond Hatton e Duncan Renaldo. Fa parte della serie di 51 film western dei Three Mesquiteers, basati sui racconti di William Colt MacDonald e realizzati tra il 1936 e il 1943.

## Produzione
Il film, diretto da George Sherman su una sceneggiatura di Barry Shipman e Earle Snell con il soggetto di J. Benton Cheney sui personaggi creati da William Colt MacDonald, fu prodotto da Harry Grey per la Republic Pictures e girato anell'Iverson Ranch a Chatsworth in California dal 15 aprile 1940.

## Distribuzione
Il film fu distribuito negli Stati Uniti dal 24 maggio 1940 al cinema dalla Republic Pictures. È stato distribuito anche in Brasile con il titolo Cavaleiros das Montanhas Rochosas.